# Harrysmithia
Harrysmithia är ett släkte i familjen flockblommiga växter. Det beskrevs av Hermann Wolff 1926.

## Arter
Släktet omfattar två arter, som båda förekommer i Kina:
- Harrysmithia franchetii (M.Hiroe) M.L.Sheh
- Harrysmithia heterophylla H.Wolff